# Dafydd ap Llywelyn
Dafydd ap Gruffydd, född 1212, död 1246, var en walesisk regent. Han var kung av Gwynedd mellan 1240 och 1246.